# NGC 6271
NGC 6271 is een lensvormig sterrenstelsel in het sterrenbeeld Hercules. Het hemelobject werd op 28 juni 1864 ontdekt door de Duitse astronoom Albert Marth.

## Synoniemen
- MCG 5-40-16
- ZWG 169.21
- PGC 59365